# Albert II de Bavière
Albert II de Bavière (né en 1368 – 21 janvier 1397 à Kelheim) membre de la maison de Wittelsbach
qui fut corégent avec son père le duc Albert Ier de Bavière des comtés de Hollande, Hainaut et Zélande dans les Pays-Bas puis de 1389 jusqu'à sa mort en  1397, il administre toujours au nom de son père un apanage bavarois le duché de Bavière-Straubing .

## Biographie
Albert II est le fils du duc Albert Ier de Bavière et de Hainaut et de son épouse Marguerite de Brzeg
Albert II réside aussi souvent à Straubing, où il organise des tournois, se préoccupe de l'aménagement des routes et protège les églises. Il n'intervient pas dans le conflit qui divise ses cousins les trois fils de son oncle Étienne II de Bavière mais doit faire face à une guerre contre une confédération de cités de Souabe et l'archevêque de Salzbourg. Albert II se rend plusieurs fois dans les fiefs des Pays-Bas héritages de sa grand-mère paternelle Marguerite II de Hainaut et combat les Frisons en 1396 aux côtés de son père et de son frère ainé le duc Guillaume IV de Hainaut. Albert meurt d'ailleurs à Kelheim en revenant d'une de ces expéditions. Il disparait célibataire à l'âge de 29 ans et il est inhumé dans l'église des Carmélites de Straubing.